# Artykuł hasłowy
Artykuł hasłowy – odrębna, podstawowa jednostka/element zbioru informacyjnego (słownika, leksykonu, encyklopedii lub innego), jednostka leksykograficzna.
W większości encyklopedii i słowników składa się z dwóch części: (1) hasła (wyrazu hasłowego, formy hasłowej, lemy) – wyrazu lub wyrażenia opisywanego (objaśnianego), które nie tylko jest tytułem artykułu, lecz przede wszystkim pełni funkcję porządkującą lub funkcję wyszukiwawczą w tym zbiorze informacyjnym, oraz (2) tekstu je objaśniającego (treści artykułu), który zawiera informacje dotyczące tego hasła. Mogą to być: informacje gramatyczne, fonetyczne, etymologiczne, kwalifikatory, konteksty użycia (np. zdania, kolokacje, frazeologizmy), (w słownikach dwujęzycznych) ekwiwalenty. Budowa artykułu hasłowego nazywana jest mikrostrukturą słownika. 
Jednostka/element zbioru informacyjnego (artykuł hasłowy) jest także, mniej ściśle, określana jako hasło.